# Puente de Vallecas (distrito)
Puente de Vallecas é um distrito da cidade espanhola de Madrid.

## Bairros
Este distrito está dividido em seis bairros:
- Entrevías
- Numancia
- Palomeras Bajas
- Palomeras Sureste
- Portazgo
- San Diego

## Património
- Assembleia de Madrid
- Parque del Cerro del Tío Pío
- Estádio das Vallecas
- Casa de Peironcely 10